# Vida de rico
Vida de rico è un singolo del cantante colombiano Camilo pubblicato il 18 settembre 2020.

## Video musicale
Il video musicale conta più di 300 milioni di visualizzazioni su YouTube.

## Tracce
1. Vida de rico – 3:08